# Bagh-e Babur
Pour les articles homonymes, voir Babur (homonymie).
Bagh-e Babur, aussi appelé jardins de Babur (باغ بابر en pachto, باغ بابر en persan), est un parc historique situé au sud-est de Kaboul, capitale de l'Afghanistan. C'est un exemple de jardin moghol, l'un des plus anciens étant arrivé jusqu'à nous.  Le nom Bagh-e Babur est utilisé aujourd'hui mais son nom historique n'est pas connu.

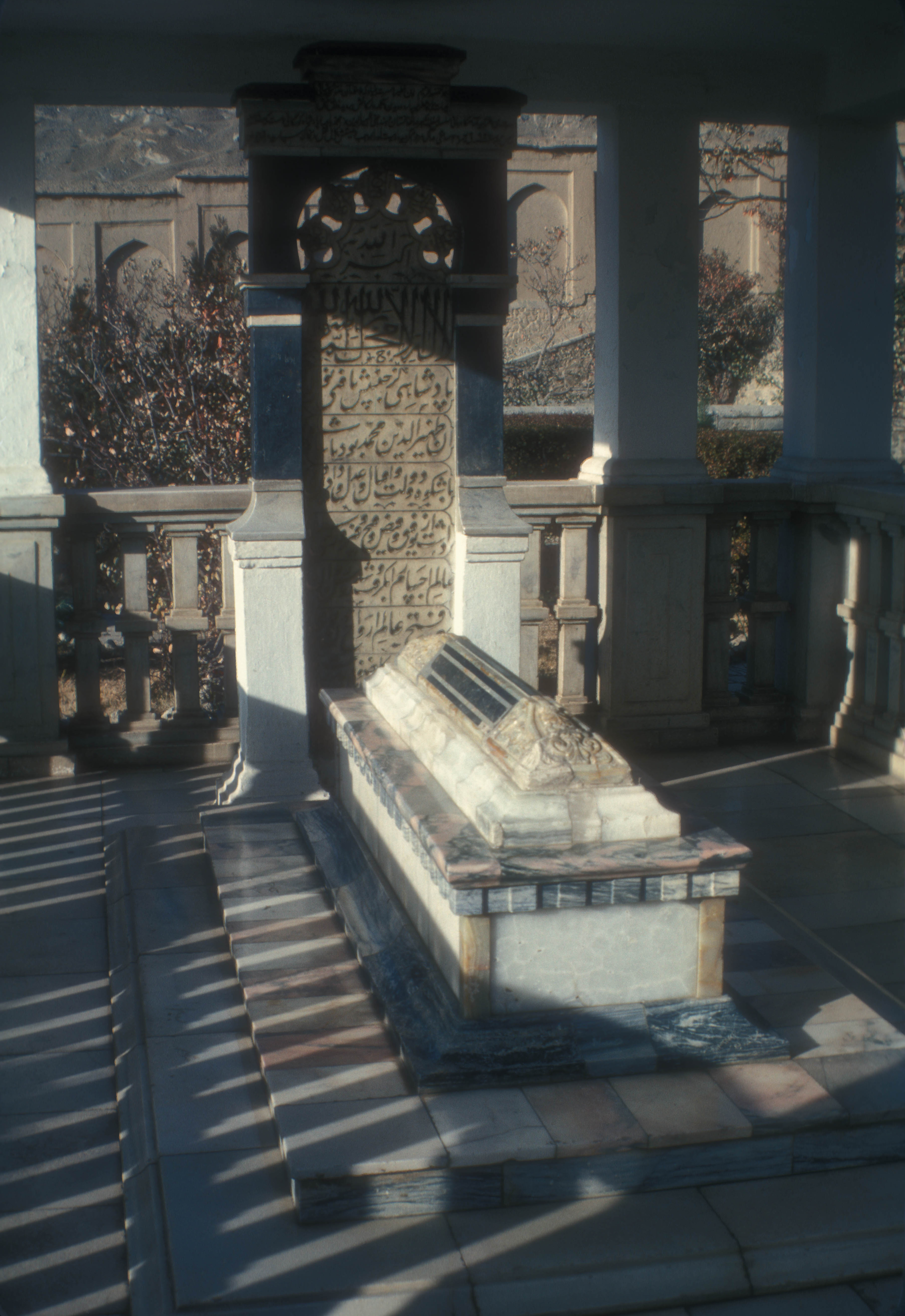
Tombe de Babur.

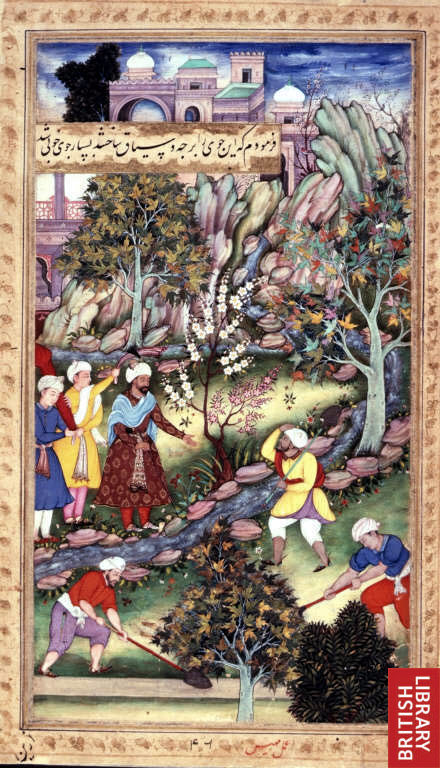
Babur observant ses hommes dériver un cours d'eau.

## Caractéristiques
Le jardin couvre 11,5 hectares et est composé de 15 terrasses. Depuis la terrasse centrale, les visiteurs ont une vue sur l'ensemble du parc.

## Histoire
Bagh-e Babur est à l'origine la tombe du fondateur de l'empire moghol Babur et a été construit en 1528, deux ans avant sa mort. L'empereur était un passionné de jardins et a supervisé la construction de dix d'entre eux dans Kaboul. Il demanda à être enterré dans une tombe modeste. Mort à Agra, son corps n'est amené à Bagh-e Babur pour être enterré seulement neuf ans plus tard.

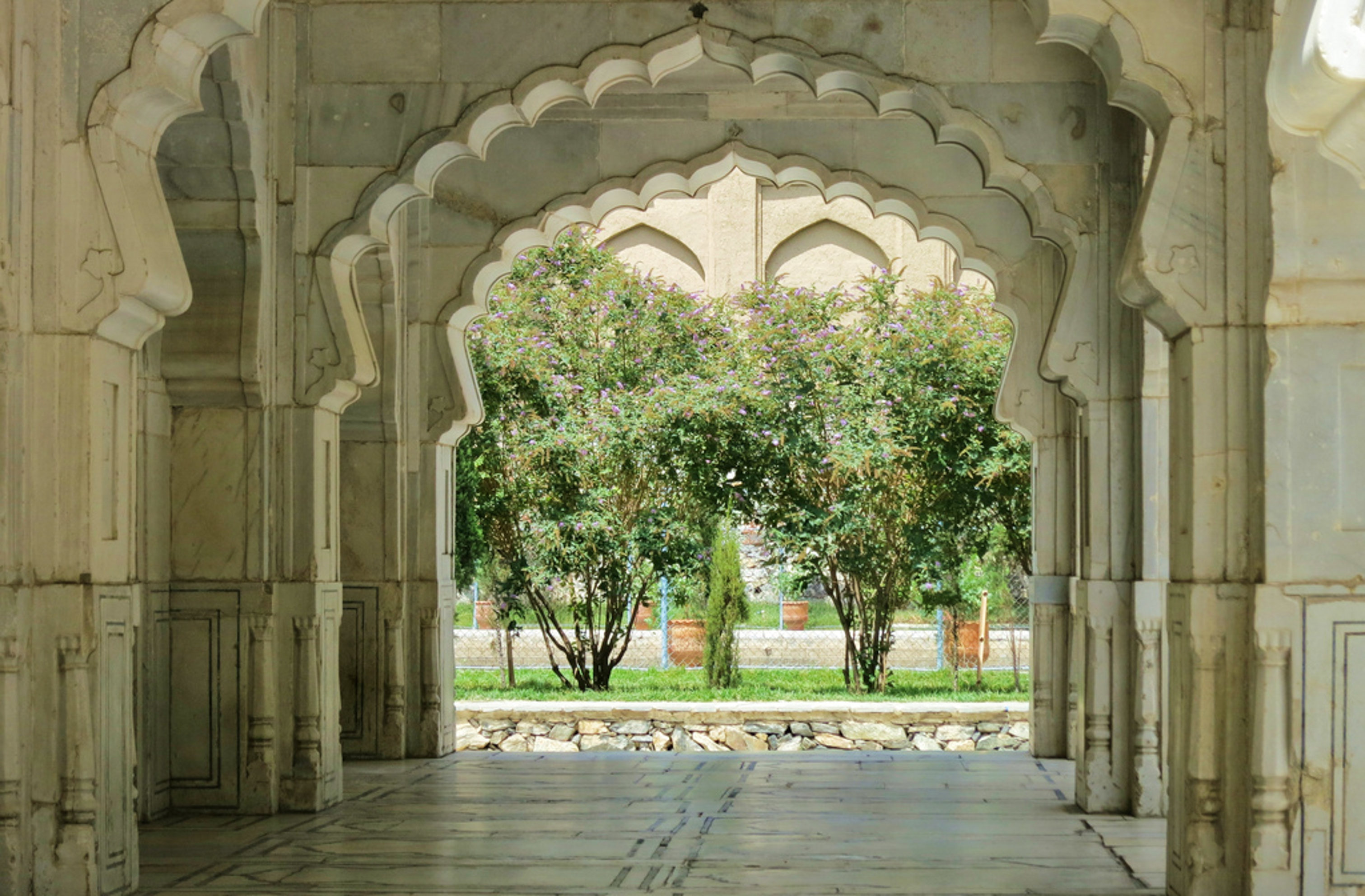
Mosquée en marbre blanc construite par Shah Jahan, jardins de Babur.

Pendant plus de 150 ans, les héritiers de Babur venaient lui rendre hommage à Bagh-e Babur. En 1646, Shâh Jahân a fait construire une petite mosquée en marbre pour commémorer la prise de Balkh.
Bagh-e Babur a été endommagé par un tremblement de terre en 1842.
Au XIXe siècle, l'émir Abdur Rahman Khan entreprit de grands travaux de modification du site. Il installa un palais au coin sud-est et un pavillon sur la neuvième terrasse.
Nâdir Châh supprima ces deux bâtiments et leur donna pour sa part une touche « européenne ».
En 2002, l'Aga Khan Development Network a commencé des travaux de restauration avec l'aide du gouvernement allemand,. L'Institut archéologique allemand a étudié le site entre 2002 et 2005. Le projet Bagh-e Babur a été conçu dans une optique plus large qu'une simple restauration, comme un projet de développement économique durable permettant de créer de l'emploi et de l'engagement civique dans les quartiers environnants.

## Patrimoine mondial
Le site est candidat à l'inscription au patrimoine mondial de l'UNESCO depuis le 2 novembre 2009.